# メアリー・マッキーニー
メアリー・マッキーニー（Mary McKinney、1873年5月30日 - 1987年2月2日）は、1986年10月から死去まで長寿世界一であったアメリカの女性。
1873年5月、カリフォルニア州サクラメント生まれ。1986年10月にアウグスタ・ホルツが死去したことにより長寿世界一となった（ただし、ホルツの年齢が認定されたのは2012年のことであり、それ以前は1986年9月にマミー・エヴァ・キースが死去したことにより長寿世界一となったとされていた。）。
1987年2月、113歳248日で死去。